# River Phoenix
River Jude Phoenix (født 23. august 1970, død 31. oktober 1993) var en Oscar-nomineret amerikansk skuespiller og musiker samt talsperson for PETA.
Han var storebror til skuespillerne Joaquin Phoenix, Rain Phoenix og Summer Phoenix. 
River Phoenix spillede blandt andet med i Sneakers (1992), Indiana Jones og Det Sidste Korstog (1989), Moskitokysten (1986), Stand By Me (1986) og My Own Private Idaho (1991). Hans karriere endte, da han døde af en heroin- og kokain-overdosis (også kaldet Speedball) Halloween-morgen i 1993, i en alder af 23 år uden for natklubben The Viper Room.

## Barndom
River Phoenix blev født River Jude Bottom i Madras, Oregon. Han er opkaldt efter floden i Hermann Hesses bog Siddhartha samt Beatles-sangen "Hey Jude". Phoenix var Arlyn Sharon (Dunetz) og John Lee Bottoms første barn. Arlyn og John mødte hinanden i Californien i 1968, og kort efter, i 1969, blev de gift. De blev medlemmer af den religiøse sekt Children of God (Guds børn), og flyttede til Sydamerika hvor de begge arbejdede som missionærer.
Mens de boede i Sydamerika fik Arlyn og John tre andre børn: Rain Joan of Arc, Joaquin Rafael og Libertad Mariposa.
River voksede op i fattigdom. Han lærte at spille guitar i en meget ung alder, og optrådte ofte på gaderne i Caracas i Venezuela sammen med sin søster Rain, for at tjene penge til familien.
I 1977 forlod familien Guds børn, og flyttede til Florida. Her fik Arlyn og John deres femte barn, Summer. Det er uvist præcis hvorfor de forlod den religiøse kult, men det forlyder at de forlod den grundet en religiøs krise. År senere udtalte Phoenix i et interview, at han mistede sin mødom som fireårig i kulten. Senere trak han dog sin kommentar tilbage, og påstod at han blot havde ment det som en joke. Derfor vides det ikke med sikkerhed om han blev seksuelt misbrugt af kulten eller ej.

## Karriere

### Film
Phoenix begyndte at gå til castings da han som meget ung sammen med sin familie flyttede til Californien. Hans agent Iris Burton så noget helt specielt i ham, og fik skaffet ham en rolle i tv-serien Seven Brides For Seven Brothers, hvor han spillede den yngste bror Guthrie McFadden. Serien blev dog hurtigt taget af programmet. 
Derefter fik Phoenix roller hist og her, men det var først da han fik rollen som den nørdede dreng Wolfgang Müller i filmen Explorers (1985) at han begyndte at slå sit navn fast. Da han fik rollen som Chris Chambers i kultfilmen Stand By Me (1986) slog han for alvor sit navn fast, og fra den ene dag til den anden blev han et teenageidol. Hans præstationer i de næste film han indspillede, for eksempel Moskitokysten (1986), hvor han spillede over for Harrison Ford og Helen Mirren, blev rost af kritikerne. Han blev nomineret til en Oscar for sin præstation i filmen Running on Empty (1988, på dansk Fælden klapper), hvor han spillede en 17-årig dreng, der er tvunget til at flygte fra myndighederne sammen med sin familie, på grund af en fejl (de havde været spioner 20 år tidligere), hans forældre havde begået i deres ungdom. River spillede bl.a. sammen med Sidney Poitier i filmen.
Senere foreslog Harrison Ford folkene bag Indiana Jones og Det Sidste Korstog (1989) at Phoenix kunne spille den unge Indiana Jones. De syntes om idéen og Phoenix fik rollen. Han blev også tilbudt rollen som Indiana Jones i tv-serien om arkæologens unge dage, men takkede nej.
Da Phoenix mødte Keanu Reeves under optagelserne til filmen Parenthood (1989), hvori hans daværende kæreste Martha Plimpton og hans lillebror Joaquin Phoenix havde roller, opstod der et venskab. De spillede over for hinanden i filmene Min Kone Forstår Mig Ikke (1990) og My Own Private Idaho (1991). Phoenix' portrættering af den prostituerede, homoseksuelle Mike Waters i My Own Private Idaho fik kritikerros. Han vandt prisen for bedste mandlige hovedrolle på Filmfestivalen i Venedig, National Society of Film Critics og Independant Spirit Awards.
Kort før My Own Private Idaho blev optaget havde Phoenix været med i filmen Dogfight (1991), instrueret af Nancy Savova, hvor han spillede den unge amerikanske marineinfanterist Eddie Birdlace. Man fulgte gennem filmen Eddie dagen før han blev sendt til Vietnam.
Phoenix havde håbet på at få rollen som Paul Maclean i Robert Redfords film Ved Floden (1992), men Brad Pitt endte med at få rollen. Phoenix fik dog senere hen mulighed for at arbejde sammen med Robert Redford i filmen Sneakers (1992). Derefter medvirkede han i filmen The Thing Called Love (1993) som følger en gruppe unge countrymusikere. Det var den sidste film han fik afsluttet før sin død.
Efter Phoenix' død i 1993 blev hans sidste film udgivet.  Silent Tongue (1994) var en spøgelses-western, som ud over Phoenix havde Richard Harris og Alan Bates på rollelisten. Filmen fik ikke særlig god kritik. Phoenix var midt i optagelserne til filmen Dark Blood da han døde. Filmen kunne ikke færdiggøres, da flere af de vigtige scener ikke var optaget.
Phoenix skulle have spillet rollen som intervieweren Daniel Malloy i filmen En Vampyrs Bekendelser (1994). Filmen er baseret på bogen af samme titel skrevet af Anne Rice. Oprindeligt ville Anne Rice have Phoenix til at spille rollen som vampyren Lestat. Det var filmselskabet imidlertid imod; de ville have en større stjerne til at spille rollen. Rollen endte derfor med at gå til Tom Cruise. I stedet fik Phoenix rollen som intervieweren Daniel Malloy. Dog nåede han aldrig at indspille filmen. Christian Slater overtog efter Phoenix' død og valgte at donere hele sin løn til Phoenix' foretrukne velgørenhedsorganisationer.
River Phoenix blev opfattet som en af de mest lovende skuespillere fra sin generation, både af kritikere såvel som af kolleger.[kilde mangler] River og hans lillebror Joaquin blev senere de første brødre i Hollywoods historie, som er blevet nomineret til en Oscar i skuespillerkategorierne.

### Musik
Phoenix viste stor interesse i musik. Han lærte sig selv at spille guitar i en meget ung alder, mens han og hans familie levede et fattigt liv i Venezuela. Han spillede på gaderne i Caracas sammen med sin søster Rain, og tjente på den måde penge.
I 1987 dannede han det alternative folkrock-band Aleka's Attic sammen med sin søster Rain og sine venner Josh McKay, Josh Greenbaum og Tim Hankins. Bandet havde rod i Gainesville, Florida, hvor Phoenix boede med sin familie.
Phoenix fik en toårig udviklingskontrakt med det amerikanske pladeselskab Island Records. Idéen med kontrakten var at bandet skulle udvikle sig og indspille en salgbar plade i løbet af to år. Aftalen nåede ikke at blive gennemført inden for tidsfristen på grund af Phoenix' arbejder som skuespiller. Da det i sidste ende stod klart at Phoenix ikke var interesseret i at gøre sin musik salgbar, valgte pladeselskabet efter fire år at trække sig. I stedet begyndte bandet en uafhængig indspilning af cd'en. En del af medlemmerne valgte at trække sig fra bandet i slutningen af Phoenix' liv. Musikerne Sasa Raphael og Flea (Michael Balzary) hjalp derefter med indspilningen af cd'en.
Cd'en, der aldrig blev udgivet, fik navnet Never Odd Or Even. I dag går den under navnet Zero. Da Phoenix døde i 1993 gik bandet i opløsning, og samtidig blev udgivelsen udskudt. I de følgende år arbejdede Rain på at få udgivet cd'en, men det lykkedes hende ikke. Bandets officielle hjemmeside skriver, at de er blevet forhindret i at udgive de fleste af sangene, da to af medlemmerne i bandet nægter at underskrive aftalen. Josh Greenbaum er blevet citeret for at sige følgende: "Grunden til at River underskrev kontrakten med Island var at han tydeligvis gerne ville have sin musik ud til verden. Jeg vil bare meget gerne se det ske, selv hvis jeg aldrig tjener nogle penge på det. Det ville gøre de fem år af mit liv jeg investerede i projektet det værd."
Bandet nåede dog at udgive et par numre inden opløsningen i 1993. I 1989 og 1990 solgte bandet kassettebånd som indeholdte sangene "Goldmine", "Too Many Colors", "Across the Way" og "Blue Period". "Across the Way" er også at finde på PETA's støttealbum Tame Yourself. "Note To a Friend", hvor Flea spiller bas, var med på opsamlings-cd'en In Defense Of Animals: Volume II fra 1996. "Too Many Colors" var med på soundtracket til My Own Private Idaho.
Der florerer mange af Aleka's Attics sange på nettet. Følgende er en komplet liste over kendte Aleka's Attic sange: "Alone We Elope", "Below Beloved", "Bliss Is...", "Dog God", "Get Anything", "Note To a Friend", "Safety Pins and Army Boots", "Scales and Fishnails", "Senile Felines", "You're So Ostentacious", "Goldmine", "In the Corner Dunce", "Blue Period", "Popular Thinks", "Too Many Colors", "Where I'd Gone" og "Across the Way".
Phoenix medvirker på John Frusciantes album Smile from the Streets You Hold på sangene "Height Down" og "Well, I've Been". Første halvdel af "Height Down" blev skrevet af Phoenix mens sidste halvdel blev skrevet af Frusciante.

## Fodnoter
1. ↑  "Archives : The Rocky Mountain News". Nl.newsbank.com. 2007-10-09. Arkiveret fra originalen 19. februar 2017. Hentet 2011-12-22.
2. ↑  Shellley Levitt (15. november 1993). "River's End". People. Hentet 8. januar 2015.
3. ↑  Details, november 1991 – www.aleka.org Arkiveret 21. januar 2008 hos  Wayback Machine
4. ↑  IMDb: River Phoenix Biography